# Evening (revista)
Evening (イブニング, Ibuningu) é uma revista de mangá seinen quinzenal japonesa publicada pela Kodansha tendo como público alvo adultos do sexo masculino. A revista possui ilustrações em preto e branco encadernadas no formato B5. Segundo a associação de editoras japonesa (JMPA), a Evening teve uma tiragem de 103.000 cópias entre julho e setembro de 2016.

## Séries atuais
| Título da série                                                        | Autor               | Início            |
| ---------------------------------------------------------------------- | ------------------- | ----------------- |
| Chou Ningen Yousai: Hiroshi Senki (超人間要塞 ヒロシ戦記)              | Ooma Kuro           | Fevereiro de 2016 |
| Gakusei Shima Kousaku (学生 島耕作)                                    | Hirokane Kenshi     | Dezembro de 2013  |
| Gerekusis (ゲレクシス)                                                 | Furuya Minoru       | Abril de 2016     |
| Gunnm: Kasei Senki (銃夢火星戦記)                                      | Kishiro Yukito      | Outubro de 2014   |
| Hataki (ハタキ)                                                        | Nonaka Eiji         | 2008              |
| Inuyashiki (いぬやしき)                                                | Oku Hiroya          | Janeiro de 2014   |
| Itoshi no Muco (いとしのムーコ)                                        | Mizushina Takayuki  | Abril de 2011     |
| K2 (K2)                                                                | Mafune Kazuo        | Maio de 2004      |
| Kasane (累－かさね－)                                                  | Matsuura Daruma     | Abril de 2013     |
| Lunfor (鸞鳳 LUNFOR)                                                   | Takada Yuuzo        | Novembro de 2013  |
| Op: Yoake Itaru no Iro no Nai Hibi (Op -オプ- 夜明至の色のない日々)    | Yoneda Kou          | Junho de 2016     |
| Oyacocco (おやこっこ)                                                  | Takeda Kazuyoshi    | Abril de 2014     |
| Red (レッド)                                                           | Yamamoto Naoki      | 2007              |
| Sanzoku Diary: Real Ryoushi Funtouki (山賊ダイアリー リアル猟師奮闘記) | Okamoto Kentarou    | Fevereiro de 2011 |
| Sekai de Ichiban, Ore ga ◯◯ (世界で一番、俺が◯◯)                       | Mizushiro Setona    | Junho de 2016     |
| Shoujo Fight (少女ファイト)                                            | Nihonbashi Yowoko   | Dezembro de 2005  |
| Tsuma ni Koisuru 66 no Houhou (妻に恋する66の方法)                     | Fukumitsu Shigeyuki | Março de 2016     |
| Yondemasu yo, Azazel-san. (よんでますよ、アザゼルさん。)               | Yasuhisa Kubo       | 2007              |
| Youkai Banchou (妖怪番長)                                              | Shibata Yokusaru    | Janeiro de 2015   |

## Séries finalizadas
- Adamas
- All Rounder Meguru
- Aventurier: Shinyaku Arsène Lupin
- Busshimen! The Image Maker
- Captain Alice
- Deathtopia
- Garouden
- Help Man!
- Hitsuji no Ki
- Ichi
- Kaizoku to Yobareta Otoko
- Kakarichou Shima Kousaku
- Kamisama no Joker
- Koi Kaze
- KuiTan
- Moteki
- Mr Ajikko II
- Mugen no Gunkan Yamato
- Noririn
- Osananajimi wa Onnanoko ni Naare
- Osen
- Pikamon
- Prometeo
- Rasenjin Douji Jouei
- Sakuran
- Sayonara Tama-chan
- Shamo
- Tansansui-bu
- Tenkuu no Hachi
- Toumei Accel
- Young Shima Kousaku
- Young Shima Kousaku: Shuunin-hen
- Yukemuri Kyuuji
- Yuugo Final
- Yuugo: The Negotiator